# John Frost
John Frost ( * 1803 -1840 ) fue un botánico, profesor  y médico inglés. 
Fue fundador de la "Sociedad Médico-Botánica de Londres". Y perteneció a la Royal Society de Londres.
- La abreviatura «J.Frost» se emplea para indicar a John Frost como autoridad en la descripción y clasificación científica de los vegetales.[1]